# Église de Tous-les-Saints de Strasbourg
Pour les articles homonymes, voir Église de Tous-les-Saints.
L’église de Tous-les-Saints est une église orthodoxe russe situé à Strasbourg, en France. Elle est située dans le quartier du Conseil des XV au bord du canal de la Marne au Rhin.

## Histoire
La paroisse russe de Strasbourg, rattachée au patriarcat de Moscou, est créée le 22 juin 2003 et reçoit le titre de patriarcale le 25 mars 2004.
De 2007 à 2017, elle a occupé un ancien garage réaménagé situé 4, rue de Niederbronn, près du boulevard Clemenceau. L'idée de la construction d'une véritable église est venue en 2007, lors de la visite du patriarche Alexis II. En effet, la ville de Strasbourg, capitale européenne, ne disposait pas de son église russe contrairement, par exemple, à Baden-Baden, Stuttgart ou Francfort.

### Construction

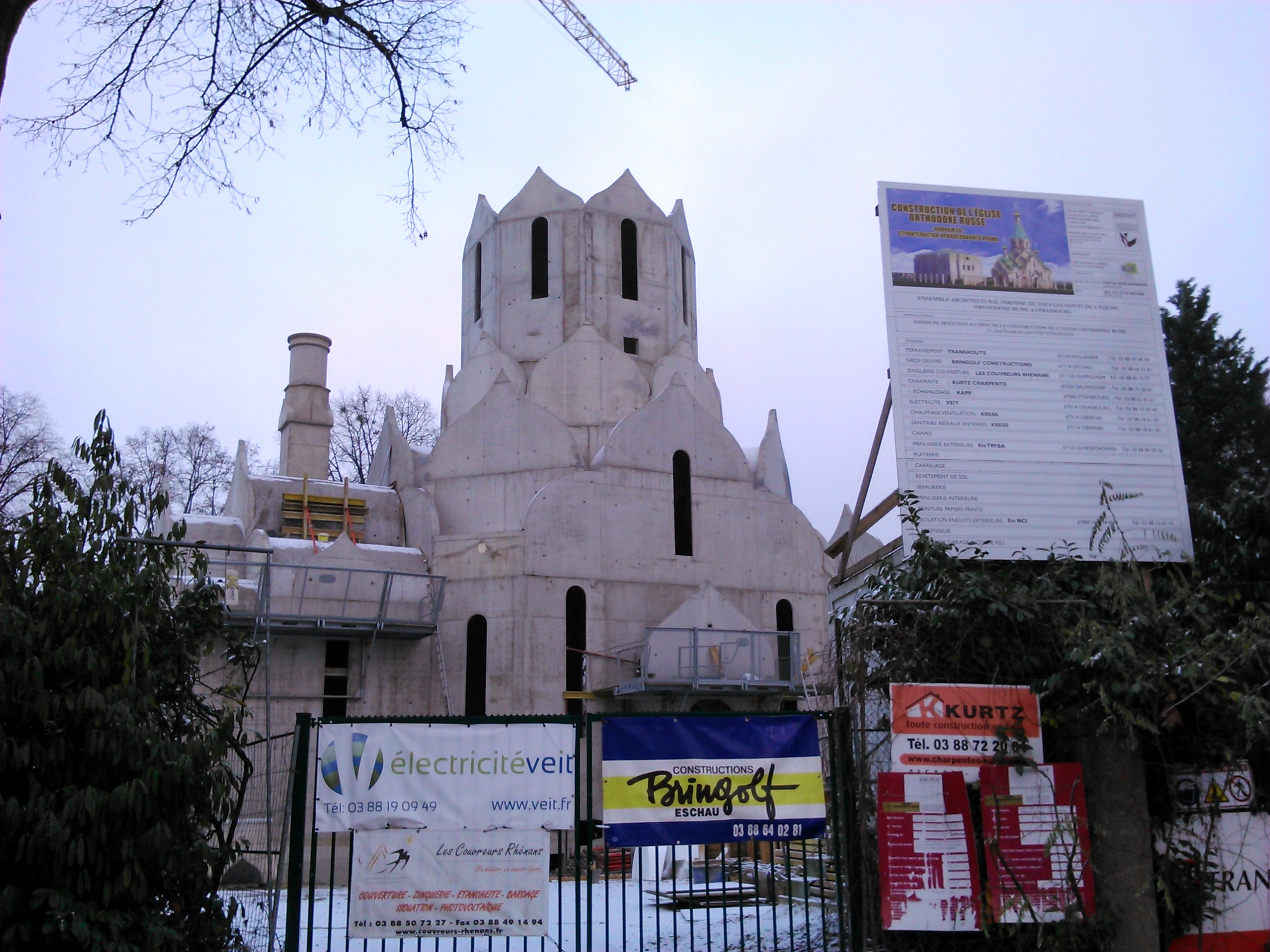
L'église en construction, janvier 2016.

Un terrain de 0,5 acres (prenant place sur les anciens courts de tennis du centre de recherche sur les macromolécules) est mis à disposition par la municipalité en 2011 dans le quartier du Conseil des XV. Le site se trouve au bord du canal de la Marne au Rhin, à proximité des institutions européennes.
La première pierre de l'édifice est posée le 30 septembre 2014. À son achèvement, l'église pourra accueillir jusqu'à 300 fidèles. Sa conception a été assurée par l'architecte russe Dimitry Pchenitchnikov  et l'architecte exécutif français Michel Arnold. Un bulbe doré doit culminer l'église à 42 mètres de hauteur. 

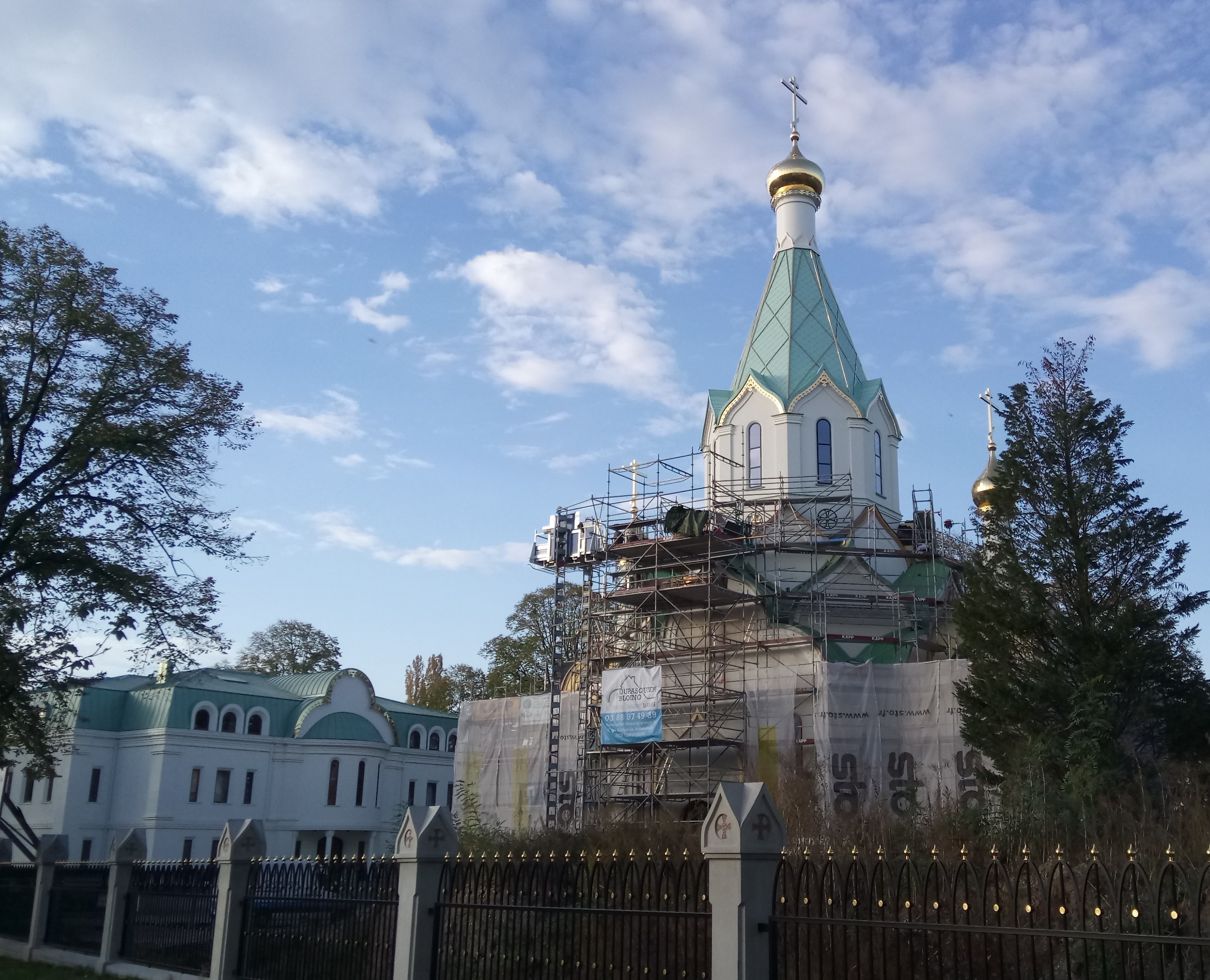
L'église et le centre culturel, octobre 2017.

À proximité de l'église, un centre spirituel et culturel est également construit ; destiné aux activités paroissiales, il doit abriter la représentation du patriarcat de Moscou auprès du Conseil de l'Europe.
Pour financer l'opération, un fonds d'aide à la construction est créé, chargé de recueillir les dons et autres fonds y étant destinés. Le budget total du projet est de dix millions d'euros. En avril 2016, six millions d'euros sont encore nécessaires pour finir les travaux et la décoration. Le chantier avance « à minima » en fonction des dons récoltés.
Les bulbes dorés sont posés en mars 2017, mettant un terme au gros œuvre extérieur. Les travaux seront achevés début 2018.
Le centre spirituel et culturel est inauguré le 19 mai 2017 en présence du maire Roland Ries et de son adjoint aux cultes Olivier Bitz. Son architecture est inspirée par celle du nord de la Russie afin de former un ensemble cohérent avec l'église.
Avant la coulée des fondations du centre culturel, des pierres apportées du mont Athos ont été posées.

Église de Tous-les-Saints de Strasbourg
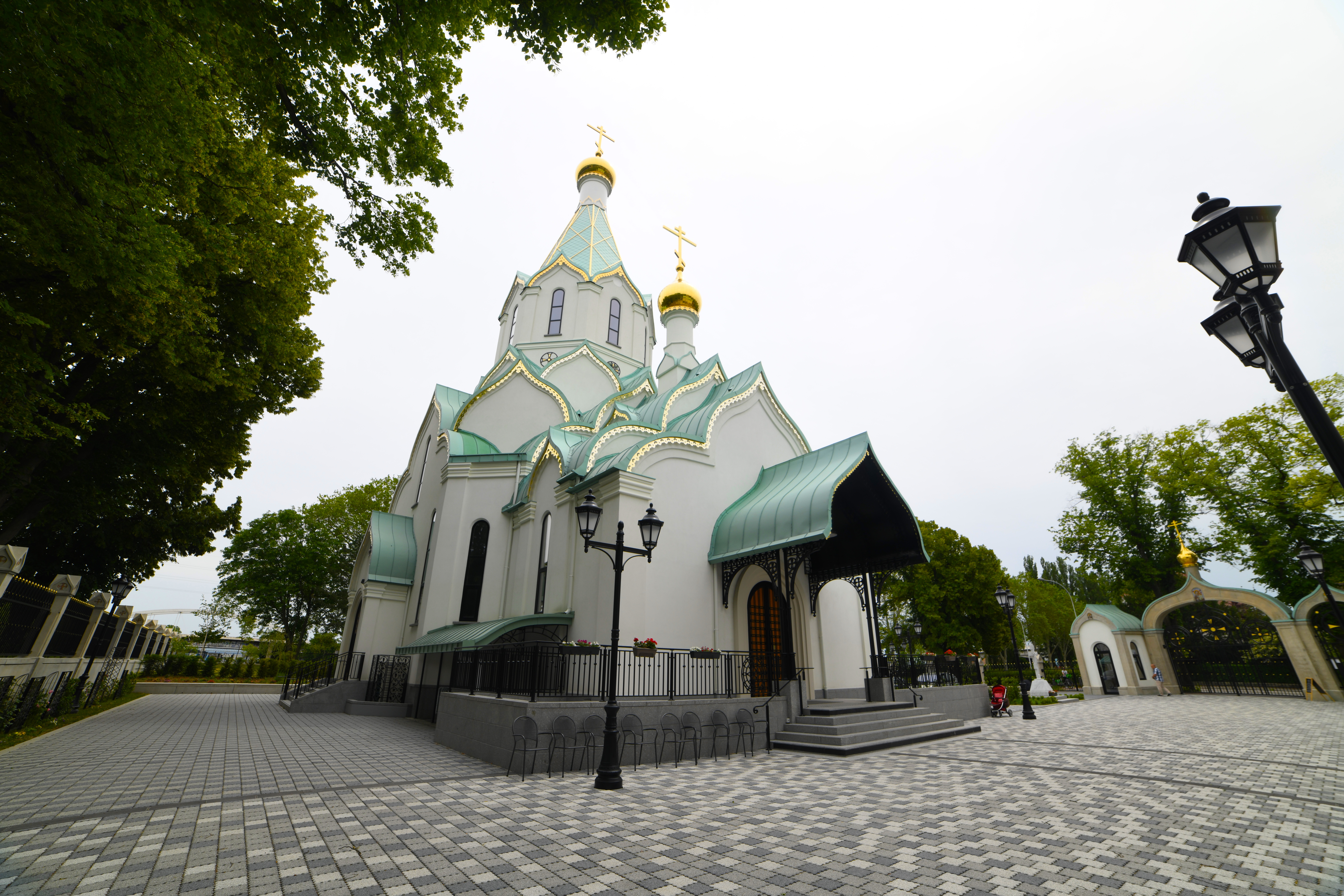
Vue depuis la cour.
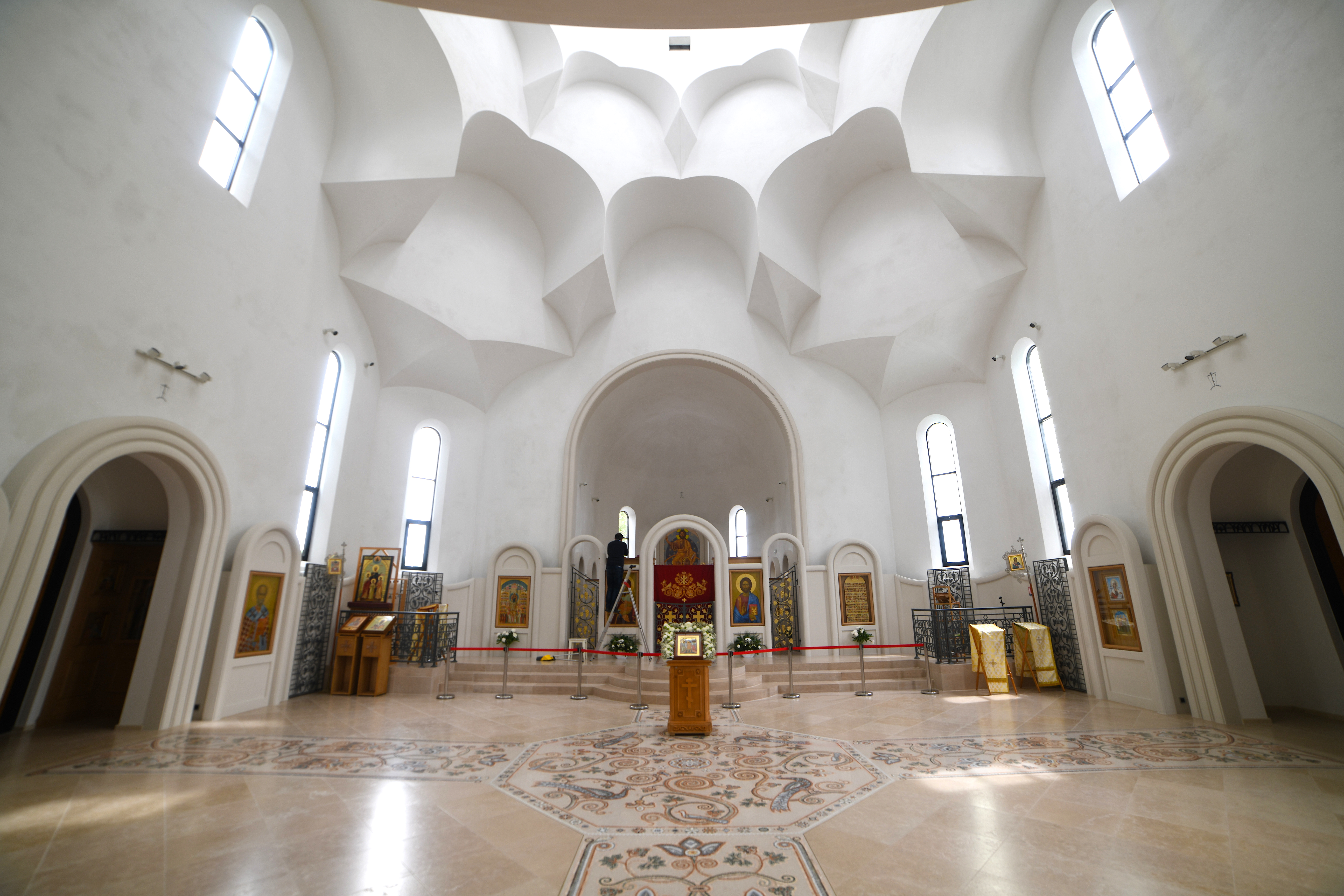
Intérieur.

La Mère de Dieu est la protectrice de la sainte montagne Athos, ainsi que de Strasbourg. Pour cette raison, la couleur choisie pour les salles du rez-de-chaussée du centre spirituel et culturel est le bleu ciel. Cette couleur est associée avec la Vierge Marie.
La grande croix en inox doré, haute de 3,20 mètres, surmontant le dôme principal de l'église est installée le 2 juillet 2017.

### Consécration

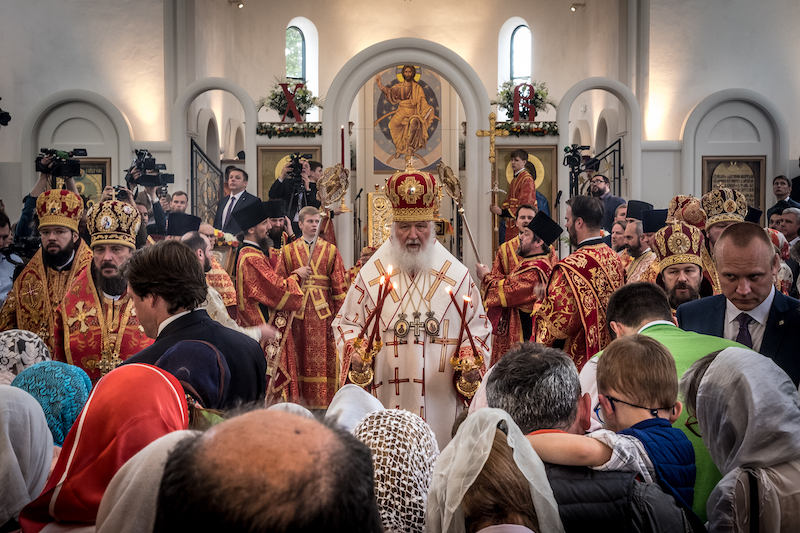
Le patriarche Cyrille de Moscou au cours de la consécration de l’église orthodoxe de Tous-les-Saints à Strasbourg le 26 mai 2019.

Le 23 décembre 2018, monseigneur Nestor (Sirotenko), évêque de Chersonèse, a effectué la consécration mineure de l'église avec la bénédiction du Patriarche de Moscou et de toutes les Russies Cyrille.
La consécration majeure de l’église est célébrée par le patriarche Cyrille de Moscou le 26 mai 2019.